# Eduardo Acevedo Maturana
Eduardo Acevedo Maturana (Montevideo, 10 de septiembre de 1815-Goya, Corrientes, 3 de agosto de 1863) fue un jurisconsulto y político uruguayo perteneciente al Partido Nacional.

## Familia
Hijo y nieto de abogados españoles de destacada actuación en la época colonial, hijo de José de Acevedo y Salazar y María Manuela Gregoria Maturana y Durán. Casado con Joaquina Vásquez Fernández, tuvo seis hijos: Eduardo (otro destacado político), Adela, Julia, Paulina, Joaquina y Luisa (que tuvo numerosa descendencia de su matrimonio con Juan Carlos Blanco Fernández). Un hermano de Eduardo, Norberto Acevedo Maturana, dejó también numerosa descendencia, en la que sobresalió el gran escritor, político y periodista Eduardo Acevedo Díaz.

## Carrera
Cursó sus estudios de derecho en la Ciudad de Buenos Aires, y al obtener su doctorado volvió a su país natal. Ingresó a la magistratura uruguaya en 1842, como Juez del Crimen. Tuvo actuación en el Partido Blanco; desde 1845 a 1851 fue miembro del Tribunal de Justicia durante el Gobierno del Cerrito, presidido por el general Manuel Oribe. Escribió el proyecto del Código Civil de Uruguay, impreso en 1851, que no fue adoptado, pero influyó en el proyecto que sería sancionado en 1868, obra de Tristán Narvaja.
En 1853 se exilia en Buenos Aires, donde ocupa el cargo de presidente de la Academia de Jurisprudencia y del Colegio de Abogados. Durante su paso por Buenos Aires, en 1858, junto a Dalmacio Vélez Sársfield, redactó el Código de Comercio del Estado de Buenos Aires, que sería adoptado como código nacional de comercio por la República Argentina en 1862, mediante la ley n.º 15 de 10 de septiembre de 1862, siendo reformado en 1889, se mantendría en vigor hasta el 1 de agosto de 2015, cuando fue reemplazado por el Código Civil y Comercial de la Nación.
De regreso a su país, fue Ministro de Gobierno y Relaciones Exteriores durante la presidencia de Bernardo Berro de 8 de marzo de 1860 hasta 3 de junio de 1861, y se desempeñó como miembro del Tribunal Superior de Justicia desde 1861 hasta 1863. Ese año asume como senador, presidiendo el cuerpo brevemente hasta su muerte.